# Exetastes alpius
Exetastes alpius är en stekelart som först beskrevs av Heinrich 1952.  Exetastes alpius ingår i släktet Exetastes och familjen brokparasitsteklar. Inga underarter finns listade i Catalogue of Life.